# Senegals flagga
Senegals flagga är en trikolor i de panafrikanska färgerna grönt, gult och rött, med en grön femuddig stjärna i det mittersta fältet. Flaggan antogs av Senegal den 20 augusti 1960 och har proportionerna 2:3.

## Symbolik
Flaggans färger är det traditionellt panafrikanska, som också återfinns i till exempel Ghanas och Etiopiens flaggor. I Senegals flagga har färgerna fått en tolkning som återspeglar landets religiösa grupperingar: inom islam är grönt Profeten Muhammeds färg; inom kristendomen står den gröna färgen för hopp; för en animist står grönt för fruktbarhet. Guld står för rikedom, och representerar de arbetets frukter som kan skördas av ett folk som prioriterar ekonomi och framsteg. Den röda färgen är blodets och livets färg. Rött symboliserar dels de offer som nationen gjort, och dels den beslutsamhet och styrka som krävs av medborgarna i kampen för utveckling. Den femuddiga stjärnan är en vanlig afrikansk symbol som ofta sammankopplas med andliga värden, och ska uttrycka att folket inte lever endast av "ris och bröd". Stjärnans gröna färg symboliserar hopp.

## Historik
Vid självständigheten från Frankrike bildade Senegal och dagens Mali en federation med en liknande flagga, men när Senegal drog sig ur efter några månader justerades federationens flagga något. Skillnaden mellan dagens flagga och den flagga som federationen använde, är att kanaga-symbolen (en stiliserad människofigur) ersatts med en grön stjärna. Utformningen med de tre vertikala banden kommer från Frankrikes flagga.

Flaggan som användes under federationen med Mali 1959-1960